# IC 3568
IC 3568 (туманность Ломтик лимона, англ. Lemon Slice Nebula) — планетарная туманность в созвездии Жирафа, расположена на расстоянии 1,3 кпк от Солнца в 7.5° от Полярной звезды. Является довольно молодой туманностью, диаметр ядра составляет около 0,4 светового года. Название Кусочек лимона туманности дал астроном Джим Калер в соответствии с видом туманности на изображении, полученном телескопом «Хаббл». IC 3568 является одной из наиболее простых известных туманностей с почти идеальной сферической формой. В ядре туманности не обнаружено какой-либо чётко различимой структуры, оно в основном состоит из ионизованного гелия. Центральная звезда является  ярким красным гигантом, при наблюдении в телескоп имеет красно-оранжевый цвет. Туманность окружена слабым гало межзвёздной пыли.